# 日本国際知的財産保護協会
一般社団法人 日本国際知的財産保護協会（にほんこくさいちてきざいだんほごきょうかい、英文名称：International Association for the Protection of Intellectual Property of Japan、略称：AIPPI・JAPAN）は、知的財産に関する国際的動向の調査研究及び国際交流を推進する法人。国際的な知的財産に関する出版物の発行や、セミナー、講演会の開催を行っている。

## 概要
AIPPIが行う各国の知的財産法に関する調査や、それに基づく国際的な制度調和への取り組みへの協力や、知的財産に関する国際条約や日本以外の国の制度に関する調査・研究を行っている。また、定期刊行物として『A.I.P.P.I.』（日本語版は月刊、英語版は隔月刊）を発行している。
- 所在地 - 東京都千代田区岩本町二丁目1番18号　フォロ・エムビル　2階
- 設立 - 1991年（平成3年）4月1日（AIPPI日本部会の設立は1956年（昭和31年）4月27日）
- 名誉会長 - 十倉雅和
- 会長 - 岡部譲
- 副会長 - 阿部仁、窪田英一郎
- 理事長 - 岡部譲（兼任）

## 沿革
国際NGOである国際知的財産保護協会（AIPPI）の日本部会を母体として設立された。かつては経済産業省特許庁所管の社団法人であったが、公益法人制度改革に伴い一般社団法人へ移行した。
法人化から一般社団法人となる直前の2012年（平成24年）3月まで、会長には、歴代日本経済団体連合会（旧経済団体連合会）会長が就任していた。なお、前身のAIPPI日本部会の部会長には、日本弁護士連合会会長であった第2代の中松澗之助をはじめ、経団連会長以外の者が就任している。

### 年表
- 1956年（昭和31年）4月27日 - AIPPI日本部会として設立[2]。
- 1991年（平成3年）4月1日 - 法人化し、社団法人日本国際工業所有権保護協会となる[2]。
- 2001年（平成13年）3月 - 社団法人日本国際知的財産保護協会に名称を変更する。
- 2012年（平成24年）4月1日 - 公益法人制度改革に伴い、一般社団法人日本国際知的財産保護協会となる。